# Hoheitszeichen der Republik China
Das Hoheitszeichen der Republik China (1912–1949) bzw. Taiwans ist seit dem Jahre 1928 in Gebrauch und stellt den „blauen Himmel mit der weißen Sonne“ (chinesisch 青天白日, Pinyin qīngtiān báirì) dar. Es besteht aus einer blauen Scheibe, in deren Zentrum sich eine weiße Sonne befindet. Von dieser Sonne gehen 12 weiße Strahlen ab. Diese zwölf Strahlen stehen für die zwölf Monate des Jahres (月份,  yuèfèn) und die 12 traditionellen chinesischen Stunden (時辰,  shíchen), von denen eine zwei der uns bekannten Stunden entspricht – eine shichen entspricht eine Doppelstunde. Die Sonne soll Freiheit symbolisieren. Die Farben weiß und blau stehen für zwei der Drei Prinzipien des Volkes, Wohlstand und Demokratie.
Dasselbe Symbol wird auch auf der Gösch der Flagge der Republik China sowie der Parteiflagge und dem Parteisymbol der Kuomintang gezeigt. Es ist außerdem Namensgebend für den Orden des Blauen Himmels und der Weißen Sonne, einen 1929 gestifteten Militärorden der Republik China.